# Ida d'Anhalt-Bernbourg-Schaumbourg-Hoym
Ida d'Anhalt-Bernbourg-Schaumbourg-Hoym (en allemand : Ida von Anhalt-Bernburg-Schaumburg-Hoym), princesse d'Anhalt-Bernbourg-Schaumbourg-Hoym puis, par son mariage, duchesse d'Oldenbourg, est née le 10 mars 1804 près de Balduinstein et décédée le 31 mars 1828 à Oldenbourg. Fille du prince Victor II d'Anhalt-Bernbourg-Schaumbourg-Hoym, elle est la seconde épouse du grand-duc Auguste Ier d'Oldenbourg et la mère du grand-duc Pierre II d'Oldenbourg.

## Famille
La princesse Ida est la dernière fille du prince Victor II d'Anhalt-Bernbourg-Schaumbourg-Hoym (1767-1812) et de la princesse Amélie de Nassau-Weilburg (1776-1841).
Le 24 juin 1825, elle épouse le duc héritier Auguste d'Oldenbourg (1783-1853), veuf de sa sœur Adélaïde d'Anhalt-Bernbourg-Schaumbourg-Hoym (1800-1820). De ce mariage naît un fils :
- Pierre II (1827-1900), grand-duc d’Oldenbourg, qui épouse la princesse Élisabeth de Saxe-Altenbourg (1826-1896).

## Biographie
Mariée à son beau-frère à l'âge de 21 ans, la princesse Ida meurt en accouchant d'un enfant mort né en 1828.
En Allemagne, le quartier d'Idafehn (de) (à Ostrhauderfehn) a été baptisé en l'honneur de la princesse Ida.